# Melchior Fischer
Melchior Fischer (Laufenburg, 1581 – Praga, 1611) è stato uno scultore e architetto svizzero.

## Biografia
Melchior Fischer fu uno scultore in legno e in pietra, che lavorò spesso in coppia con il fratello Heinrich, attivo agli inizi del XVII secolo in Svizzera e nella Germania meridionale.
Di Melchiorre, che era il fratello più anziano, si hanno notizie fino al 1619, invece Heinrich è ricordato nei documenti storici fino al 1616.
Melchiorre lavorò principalmente a Massmünster (Alsazia), nel convento dei cappuccini di Sursee, ad Augusta e a Görmund.
La sua opera più importante, eseguita assieme al fratello, è costituita dagli stalli per il coro del convento di Beromünster, che furono scolpiti tra il 1606 e il 1609 e che recano bassorilievi di gusto rinascimentale con storie della vita di Gesù.
Inoltre sempre nello stesso convento realizzarono altari, porte di legno, con decorazioni sempre rinascimentali, oltre che progetti architettonici.

## Opere
- Sculture a Massmünster (Alsazia);
- Sculture nel convento dei cappuccini di Sursee;
- Sculture ad Augusta;
- Sculture a Görmund;
- Convento di Beromünster:
  - Stalli per il coro;
  - Altari;
  - Porte di legno.